# Поль Шоке
Поль Шоке (фр. Paul Chocque, 14 липня 1910 — 4 вересня 1949) — французький велогонщик.
Срібний призер Олімпійських Ігор 1932 року в командній гонці переслідування.
Бронзовий призер Чемпіонату світу з велоперегонів на шосе 1932 року в аматорській груповій шосейній гонці.